# Иннс-Кер, Чарльз, 11-й герцог Роксбург
Капитан Чарльз Роберт Джордж Иннс-Кер, 11-й герцог Роксбург (англ. Charles Innes-Ker, 11th Duke of Roxburghe; род. 18 февраля 1981) — британский аристократ и землевладелец.

## Биография
Родился 18 февраля 1981 года. Старший сын Гая Иннс-Кера, 10-го герцога Роксбурга (1954—2019), и его первой жены, леди Джейн Мэрил Гровенор (род. 1953), дочери Роберта Гровенора, 5-го герцога Вестминстера (1910—1979). Его дядей был Джеральд Гровенор, 6-й герцог Вестминстер (1951—2016) . Он получил образование в Итонском колледже и Университете Ньюкасла-на-Тайне. Он учился в Королевской военной академии Сандхерст, потерял сознание в декабре 2004 года и служил в британском гвардейском кавалерийском полку «Королевские и Синие» в Виндзоре и Ираке. До того как унаследовать герцогство после смерти отца в августе 2019 года, он носил титул учтивости — маркиз Боумонт и Кессфорд.
При вступлении в герцогство он унаследовал замок Этажей и 60 000 акров вокруг Чевиот-Хилс и реки Твид, а также отели в этом районе, с оценочным богатством до 100 миллионов фунтов стерлингов . В феврале 2003 года он был пойман, путешествуя на метро Tyne and Wear, не заплатив 1 фунт стерлингов. Он предпочел заплатить штраф в размере 10 фунтов стерлингов, чем обратиться в суд и рискнуть появиться на «плакатах неудачников», выставленных по всему городу, называя людей, которые были пойманы, путешествуя без билетов.

## Личная жизнь
22 июля 2011 года Чарльз Роберт Джордж Иннс-Кер женился на достопочтенной Шарлотте Сюзанне Эйткен (р. 15 февраля 1982), старшей дочери Максвелла Эйткена, 3-го барона Бивербрука (род. 1951), и Сьюзен Анджелы Мор О’Ферралл (род. 1948). Супруги расстались и подали на развод в июне 2012 года, менее чем через год после свадьбы. В 2015 году у него родилась дочь от модельера Морварид Сахафи. 30 января 2021 года было объявлено о его помолвке с Аннабел Грин . Они поженились в сентябре 2021 года. В феврале 2024 года у них родился сын.

## Вождество клана Иннс
Предыдущий герцог Роксбург был наследником вождя клана Иннс (Clann Innis, а не Mac Aonghuis или Clan MacInnes); однако, поскольку он носит двойную фамилию Иннс-Кер, суд лорда Льва не признает его вождем клана Иннс.

## Титулатура
- 11-й герцог Роксбург (с 29 августа 2019)
- 12-й баронет Иннс (с 29 августа 2019)
- 15-й лорд Роксбург (с 29 августа 2019)
- 6-й граф Иннс (с 29 августа 2019)
- 11-й виконт Броксмут (с 29 августа 2019)
- 11-й граф Келсо (с 29 августа 2019)
- 11-й маркиз Боумонт и Кессфорд (с 29 августа 2019)
- 15-й граф Кер из Кессфорда и Кавертауна (с 29 августа 2019)
- 15-й граф Роксбург (с 29 августа 2019)
- 11-й лорд Кер из Кессфорда и Кавертауна (с 29 августа 2019).